# Hersilia sericea
Hersilia sericea là một loài nhện trong họ Hersiliidae.
Loài này thuộc chi Hersilia. Hersilia sericea được miêu tả năm 1898 bởi Mary Agard Pocock.